# 縣 (孟加拉國)

孟加拉國縣份

縣（拉丁字母轉寫為Zila），音譯為齊拉，是孟加拉國的一個行政區劃，將全國分為64個部分。縣治也稱「齊拉沙達爾（zila sadar）」。各縣份共下轄493個烏帕齊拉。

## 行政
縣級地方政府機構為縣議會，在孟加拉語中稱為「齊拉巴里沙德（zila parishad）」。建設並維護道路和橋樑、建立醫院、藥房、教育機構、衛生設施、管道井（用於提供飲用水）、休息室等皆為其職能。